# Julijsko-klavdijska rodbina
Julijsko-Klavdijska rodbina je ime prve cesarske rodbine v Antičnem Rimu. Prvi del imena se nanaša na prve tri cesarje, ki so bili vsi iz Julijske rodbine (gens Iulia). Drugi del imena je označba za naslednja dva cesarja, pripadnika Klavdijske rodbine (gens Claudia).

## Člani
| Obdobje vladanja                                 | Sedaj zanano ime in kraj rojstva | Portret                                                             | Osebno ime in rojstno ime in ime ob smrti                                  | Cesarsko ime                                                  |
| ------------------------------------------------ | -------------------------------- | ------------------------------------------------------------------- | -------------------------------------------------------------------------- | ------------------------------------------------------------- |
| 16. januar 27 pr. n. št. to 19. avgust 14 n. št. | Gaj Avgust Oktavijan Rim         |                                                                     | GAIVS OCTAVIVS GAIVS IVLIVS CAESAR OCTAVIANVS IMPERATOR CAESAR DIVI FILIVS | IMPERATOR CAESAR DIVI FILIVS AVGVSTVS                         |
| 19. avgust 14 to 16. marec 37                    | Tiberij Rim                      |                                                                     | TIBERIVS CLAVDIVS NERO TIBERIVS IVLIVS CAESAR                              | TIBERIVS CAESAR AVGVSTVS                                      |
| 18. marec 37 to 24. januar 41                    | Kaligula Antium, Italija         |                                                                     | GAIVS IVLIVS CAESAR GERMANICVS GAIVS CAESAR AVGVSTVS GERMANICVS CALIGVLA   | GAIVS CAESAR AVGVSTVS GERMANICVS                              |
| 24. januar 41 to 13. oktober 54                  | Klavdij I. Galija                |                                                                     | TIBERIVS CLAVDIVS DRVSVS TIBERIVS CLAVDIVS DRVSVS NERO GERMANICVS          | TIBERIVS CLAVDIVS CAESAR AVGVSTVS GERMANICVS PONTIFEX MAXIMVS |
| Oktober 54 to 11. junij 68                       | Neron Antium, Italija            |                                                                     | LVCIVS DOMITIVS AHENOBARBVS NERO CLAVDIVS CAESAR DRVSVS GERMANICVS         | NERO CLAVDIVS CAESAR AVGVSTVS GERMANICVS                      |
| Oktober 54 to 11. junij 68                       | Neron Antium, Italija            | (od 66 naprej):- IMPERATOR NERO CLAVDIVS CAESAR AVGVSTVS GERMANICVS | LVCIVS DOMITIVS AHENOBARBVS NERO CLAVDIVS CAESAR DRVSVS GERMANICVS         |                                                               |

## Družinsko drevo
Opomba: Odebeljeni so člani družine, kateri so bili cesarji